# 病理診断科
病理診断科（びょうりしんだんか）は、病理診断を行う標榜診療科である。
病理診断科の診療科としての業務は細胞診断、病理組織診断、術中迅速病理診断などである。また病理医には手術検討会や剖検を含む各種症例検討会での役割も期待されている。医療機能評価や地域がん診療連携拠点病院指定等では病理診断科の有無が評価対象となっており、病理診断科の標榜は医療機関を格付ける一つの要素となっている。
- 平成26年からは診療報酬算定において病理診断管理加算1に関する施設基準として「（1）病理診断科を標榜している保険医療機関であること。」が明示された[1]。

## 解説
2008年4月1日から政令(平成20年2月27日官報 号外第36号 11-12頁 政令第36号)で定められたもっとも新しい標榜診療科のひとつである。政令改正前は病理診断科を外部に広告することはできず、院内の支援系部門として病理科や病理検査科という名称も使われていた。
医科診療報酬点数表でも第3部第2節病理学的検査は第13部に移り名称も病理診断に変更された。医療費の内容の分かる領収証では病理診断の欄が用意された。
病理診断科は診療科であるので患者が希望する場合は病理診断を担当した病理医に直接意見を聞くことも可能である。

## 問題点
日本医師会の調査では病理診断科医師数の不足が明らかとなっている。診療科別の最低必要な医師数（現状との比較）では、病理診断科は3.77であり、医師不足についてマスコミがしばしば取り上げる婦人科の2.91よりも病理医の不足は深刻である。
病理診断科を担う病理専門医が増えにくかった理由は病理診断が病理学的検査として衛生検査所に外注されてきたこと、病理科が患者を直接診療しないことを理由に標榜診療科として認められなかったこと、病理診断料診療所等での病理診断について診療報酬が算定できないこと、などである。2007年時点で病理専門医は2000名に満たない。また後継病理医が少なく病理専門医の平均年齢は50歳を超えているという。病理専門医の多くが医学部病理学教室で基礎研究に従事しながら病理診断を学んだため臨床医よりは研究者としての意識が強い傾向にある。職業は研究者で、病理診断は副業となる。
病理診断は、旧来は病理学的検査に位置づけられていた。検体検査として外注できる病理学的検査と医行為である病理診断とが混同されていた。そのため医療機関経営者等からみて、検体検査としてできる限り安価に外注することが医療機関経営上の要請となっていた。このため病理診断科を持たない医療機関が少なくない。
- 厚生労働省が2年毎に実施している医師・歯科医師・薬剤師調査で用いる医師届出票において、従事する診療科名等に「病理」が掲載されたのは平成18年(2006年)からであり、平成20年に「病理診断科」となり現在に至っている。

2008年からは医療機関は病理診断科を標榜(保健所へ病理診断科を届出)できるようになった。また医行為としての病理学的検査は病理診断と呼ばれるようになり、臨床検査技師等に関する法律にある病理学的検査とは区別されるようになった。病理診断科で病理医は病理診断のみならず術中迅速診断や症例検討会等なども担当している。迅速病理診断等の医療内容を広告できるようになった。しかし病理医不足のた病理診断科を標榜できない医療機関が多く、この場合はこれまで通りに、病理学的検査として検査センター等に外注せざるを得ない。
- 検査センター(登録衛生検査所)に病理材料が外注される場合に、病理医が病理学的検査の結果について報告書を書くことがあるものの、これは「診断」には該当しない。検査センターから返送された報告書を参考にして臨床医が判断(診療報酬では「判断料」と表現)している。連携病理診断の体制がない場合や病理医がいない施設では、病理診断ではなく病理判断が行われていることになる。（日本病理学会「病理診断書・診断報告書アンケート」(平成25年)）

病理診断科医師不足は地域医療における病理診断科の位置づけ、病理診断診療報酬、後継病理医育成などから検討すべき緊急課題である。行政のあり方とともに病理学会等の関連団体に病理研究や病理診断の戦略も問われている。
- 平成25年日本病理学会から「診療機関における「病理診断科」の名称使用のお願い」[6]が公表された。「病理診断科」を標榜している病院は、国立大学附属病院・関連施設では約19%、公立大学附属病院・関連施設では約22%にとどまっているという。この資料では、保健所への届出が不要な病理診断科の内部標榜(機能標榜)についても言及しており、内部標榜や外部標榜にかかわらず「病理診断科」名称使用のお願いが記されている。
- 平成26年の診療報酬算定においては、病理診断管理加算1に関する施設基準として「（1）病理診断科を標榜している保険医療機関であること。」が明示された。施設基準での病理診断科標榜は保健所に標榜科名を届出るいわゆる外部標榜である。　保険点数取扱いにおいても「病理診断科」標榜が強調されたことから、病理診断科を外部標榜する医療施設は増加していくと考えられる。しかし、2013年9月1日現在の病理専門医数[7]は2232名(退職者を含む)であり、近年増加傾向にあるとはいえ病理医の絶対数がきわめて不足している。病理専門医が非常勤勤務する場合でも病理診断科を標榜することは可能であるが、地域がん診療連携拠点病院新指針では病理に携わる医師の常勤が必須となった影響を受け、非常勤病理医招聘をあきらめる医療機関が散見されるようになった。
- 医療機関に病理医が常勤している場合、約半数は一人病理医(病理診断管理加算１)である。2名以上の病理医が常勤する病理診断管理加算２に比して、職業性ストレスが大きいことが知られている。複数病理医を比較した場合、一人病理医の場合は「バーンアウトに陥っている状態」または「臨床的にうつ状態」と判定された者が 23.2％ いたとの報告[8]がある。かつて産科で検討されたように、たとえば複数病理医が共同して、当該地域の病理診断を担当できるような施策等を検討する必要がある。

病理診断の診療報酬には病理標本作製部分と病理専門医等が担当する病理診断の部分が含まれているが、現在は病理専門医の技術評価部分(ドクターフィー的な要素)が明確ではない。米国Medicareでは病理診断内容(CPTコード)ごとに医師労働費、施設経費等の係数が定められているという。病理診断の総額で日本対米国で1.3倍であるが、診断料は10倍もの開きがあるとの報告がある。患者を診ないことを理由に病理診断科が標榜診療科として認められてこなかったことと診療報酬評価が低いことが日本の病理診断科医師不足に結びついていると考えられる。
- 診療報酬全体に占める「病理診療報酬」は平成18年で0.42%(年間1343億円)、平成24年には0.43%(1494億円)と増加傾向にあるものの、欧米に比して非常に抑制された状態にある。たとえば英国NHSにおいてはpathology serviceの割合は約4%であるという[11]。治療法選択において病理診断が根拠となることが多いにもかかわらず、日本では病理診断診療報酬が10分の1まで、抑制されていることが分かる。

おおよそ日本人6万人に1人の病理専門医がついていることになるが、首都圏に病理医が集まっているので(3万人に1名前後)、地方での病理医不足はさらに深刻である。地域医療設計・政策においては病理診断(生検病理診断、手術材料病理診断、迅速病理診断、病理解剖診断等)を担当する病理医について数的な育成計画も必要となる。病理標本作製は外注したとしても、病理診断は医療機関で行う必要があるので、病理医を医療施設に招聘(常勤・非常勤)することが第1歩である。招聘することで臨床病理カンファランスや迅速病理診断等が可能になり医療機関の機能向上を図ることができる。このように病理医不足については需要と供給の双方について検討される必要がある。
- 2012年の診療報酬改定で保険医療機関間の連携による病理診断が導入された。病理医不在の保険医療機関で作製した病理標本を、病理医が常勤する保険医療機関に送付して診断を行うことであり、病理医不足対策の切り札と考えられているが、診療報酬算定の施設要件がテレパソロジーの要件と同じとなっており導入が進んでいない。なお送付側保険医療機関が病理標本と病理関連資料を作成する際の経費が診療報酬上算定されていない。

- 連携病理診断は、従来から行われてきた遠隔術中迅速病理診断(テレパソロジー)の方法論を拡張して開発されたため、当初は標本の送付側医療機関の施設要件として常勤の検査技師１名以上とされ、標本の受け取り側の医療機関は特定機能病院、臨床研修指定病院、へき地医療拠点病院、へき地中核病院、へき地医療支援病院、へき地医療支援病院に限定されてきた。

- 国会においては、2012年11月16日に秋野公造参議院議員により参議院に提出された｢質の高い連携病理診断の推進による国民が受ける医療の質の向上に関する質問主意書｣[13]に対して、政府は同11月22日に答弁書を発出し[14]、その結果、平成28年診療報酬改定において、保険医療機関において病理医が病理診断を行うことを評価する『病理診断料』が創設されるとともに、標本の受け取り側の医療機関の要件に、複数の常勤医師（うち一人は7年以上の経験）の鏡検を行っている病理診断科を標榜する医療機関を追加することとなり、病理診断科の開業に道が開けることとなった。
- また、2011年10月27日の参議院厚生労働委員会においては、秋野公造参議院議員により、患者または家族等も含めた、病理学的検査で作製した病理標本と病理関連資料等を持参して病理診断科を受診する際に、臨床医による「病理処方箋」[15]のような方式も提案されたことで、平成28年診療報酬改定では、連携病理診断にあたり「診療情報提供が義務化（様式指定：別紙様式44）」された[16]。

日本の病理専門医は約2000人であるが、米国ではPathologyに従事する医師は2万人である。人口で補正して日本の病理医は米国の23%(1/4未満)である。